# SN 2006no
SN 2006no – supernowa typu Ia odkryta 29 października 2006 roku w galaktyce A220821-0108. W momencie odkrycia miała maksymalną jasność 21,40m.